# Le Voyage à Biarritz
Pour plus de détails, voir Fiche technique et Distribution.
Le Voyage à Biarritz est un film franco-italien réalisé par Gilles Grangier en 1962, sorti en 1963.

## Synopsis
Guillaume Dodut (Fernandel) est le chef de gare de la ville imaginaire de Puget-sur-Var. Tous les jours, il voit passer sans s'arrêter le « Côte d'Argent » qui dessert la ligne de Biarritz. Vingt ans auparavant, il avait promis à son fils, Charles (Jacques Chabassol), d'aller à Biarritz : « Quand tu seras grand... ». Depuis, Guillaume en rêve, il a lu tant de guides et de magazines qu'il connaît parfaitement la ville sans y être allé. Un jour, il apprend que le dernier train de voyageurs qui s'arrête dans sa gare va être supprimé, victime notamment de la concurrence du car de Louis. Son fils lui écrit d'autre part qu'il a terminé son stage de fin d'études d'ingénieur à Londres et va être en vacances. Son rêve de partir peut enfin se concrétiser.
Il fait alors, avec la complicité de la patronne du Café de la gare, Fernande (Arletty), qui a vécu à Biarritz, ses derniers préparatifs de voyage.
Dodut, qui n'a pas eu de nouvelles de Charles après lui avoir demandé sa date de retour au pays, a l'occasion de partir une journée à Londres, grâce à Thérèse (Catherine Sola) qui travaille au guichet de la gare, et qui avait joué à la loterie d'une marque de café anglaise en empruntant le nom du chef de gare. Il ne parvient pourtant pas à voir son fils : ce dernier semble promis à la fille de son patron et il ne veut pas être pris en photo avec son père par les journalistes présents, car il a honte de ses origines. Charles télégraphie dans la nuit à ses parents qu'il arrivera mardi. Guillaume et Charles, complices, prétendent à Madeleine (Hélène Tossy), leur épouse et mère, qu'ils se sont vus à Londres.
Au début du dîner, alors que Guillaume doit annoncer leur départ pour Biarritz, Charles apprend de la fille de son patron qu'elle passera les vacances avec ses parents à Biarritz — où la famille Dodut est censée aller régulièrement. Charles commence par vouloir y aller seul, prétextant une obligation professionnelle, mais après le repas. il avoue tout à Thérèse (invitée à la table familiale, les parents Dodut les sachant très proches), y compris les doutes qui l'habitent depuis son retour, ayant retrouvé une grande complicité avec elle. Guillaume commet ce soir là la première erreur de sa carrière, en oubliant de faire s'arrêter un train. Il échappe in-extremis à un rapport du conducteur de train grâce à Thérèse. Dans la nuit, Guillaume parle à son fils de sa tristesse de ne pas faire ce voyage tant rêvé (sans pour autant l'avouer, préférant dire que cela déçoit Madeleine).
Avec la complicité de Fernande, Charles met le car en panne pour remplir le train et rendre son père heureux. Il annonce à Thérèse qu'il ne partira pas à Biarritz et va postuler pour un poste d'ingénieur à Marseille. Les voyant s'embrasser alors que le train, part, plein, Guillaume Dodut retrouve le sourire.

## Fiche technique
- Réalisation : Gilles Grangier, assisté de Serge Piollet
- D'après la pièce éponyme de Jean Sarment créée le 28 avril 1936 à la Comédie-Française.
- Adaptation : Raymond Castans, Gilles Grangier, Jean Manse, Massimo Uleri
- Dialogues : Raymond Castans
- Décors : Rino Mondellini
- Photographie : Roger Hubert
- Opérateur : Marc Champion
- Montage : Madeleine Gug, assistée de Catherine Vitsoris
- Musique : Georges Van Parys (éditions Manèges)
- Son : Jean Bertrand, sur système Western-Electric
- Scripte : Martine Guillou
- Régisseurs : Jean Pieuchot, Louis Mannella
- Régisseur extérieurs : Nady Chauviret
- Arletty est coiffée par Alexandre et habillée par Chanel
- Année de production : 1962
- Sociétés de production : Millimax Production (Paris), Produzioni Cinematografiche Méditerranée (Rome)
- Directeur de production : Jacques Plante
- Secrétaire de production : Noëlle Mouton
- Administrateur comptable : Louis Trinquier
- Dates de tournage : Du 8 octobre à fin novembre 1962
- Lieux de tournage : Intérieurs à Paris Studios Cinéma (Billancourt) ; extérieurs à Cadenet (le village et le "Café de la gare"), Trets (la gare), Toulon (le port), Londres
- Tirage : Laboratoire Franay L.T.C Saint-Cloud
- Générique : LAX
- Société de distribution : Cinédis
- Pays de production :  France -  Italie
- Format : Pellicule 35 mm - 1,65:1 - noir et blanc - son mono
- Genre :  Comédie
- Durée : 92 min
- Première présentation : 15 mars 1963 en France
  - Visa d'exploitation : 26.712, délivré le 10 mars 1963

## Distribution
- Fernandel : Guillaume Dodut, chef de gare de Puget-sur-Var
- Arletty : Fernande, la patronne du Café de la gare
- Rellys : Louis, le chauffeur de car
- Michel Galabru : Touffanel, l'employé SNCF
- Catherine Sola : Thérèse Collard, la guichetière de la gare
- Hélène Tossy : Madeleine Dodut, la femme de Guillaume
- Jacques Chabassol : Charles Dodut, le fils
- Jean-Pierre Moulin : Philippe, le copain de Charles
- Albert Dinan : M. Bastide, un habitué du café, garagiste
- Paul Bonifas : M. Bourrelys, un habitué du café
- Max de Rieux : M. Laget, un habitué du café
- José Casa : le facteur
- Gaston Rey : M. Boucoiran, le libraire
- Viviane Méry : une femme sur le marché de Puget
- Germaine Gerlatta : Lydie, une commère sur le marché
- Jean Daniel : M. Berthomieu, le chef de gare de Fréjus
- Paul Frankeur : le conducteur de locomotive en colère (non crédité)
- Richard Caldicot : M. Robertson, le patron de Charles
- Alvys Maben : Mme Robertson
- Anna Massey : Marjorie Robertson, la fille du patron de Charles
- Jacques Balutin : le reporter de la maison "Bolivar"
- Daniel Ceccaldi : Paul Bonnenfant, le représentant des cafés "Bolivar"
- Michael Anthony : Jack, le responsable d'Air France
- Anthony Stuart : un journaliste anglais
- Alix Mahieux : la journaliste anglaise blonde (non créditée)
- Gilles Grangier : le dernier homme qui descend du car (caméo)
- Josette Chavassieux

## Autour du film
- Les scènes de la gare et de la place de la gare ont été tournées dans deux communes différentes.

- Box-office France : 1 589 883 entrées (33e film de l'année)
- Dernière apparition physique d'Arletty dans un long-métrage de fiction. Devenue aveugle en 1966, elle n'apparaitra plus qu'en voix hors-champ dans des documentaires.